# Dolkun Isa
Dolkun Isa (ujgursky: دولقۇن ئەيسا; čínsky: 多里坤-艾沙; narozen 2. září 1967, Aksu, Sin-ťiang) je ujgurský politik a aktivista. Je v pořadí třetím a současným předsedou Světového ujgurského kongresu (od 12. listopadu 2017). Dříve zastával funkci generálního tajemníka, respektive předsedy výkonného výboru kongresu. Práva Ujgurů obhajoval v Radě OSN pro lidská práva, Evropském parlamentu, evropských vládách, mezinárodních organizacích pro lidská práva a konferencích věnovaných čínské perzekuci Ujgurů.
Během svých studií na Sin-ťiangské univerzitě vedl 15. června 1988 v Urumči studentskou demonstraci proti diskriminaci a nespravedlivému zacházení s Ujgury a ještě téhož roku byl ze školy vyloučen. Později uprchl do Evropy. V listopadu 1996 sehrál důležitou roli při založení Světového kongresu ujgurské mládeže v Německu a působil jako jeho výkonný předseda a prezident. V dubnu 2004 byl zakládajícím členem Světového kongresu Ujgurů, když došlo ke sloučení Světového kongresu ujgurské mládeže a Východoturkestánského národního kongresu. Působil také jako místopředseda Organizace nezastoupených států a národů (UNPO). Je laureátem Human Rights Award z roku 2016, udělovanou nadací Victims of Communism Memorial Foundation a roku 2019 obdržel Democracy Award, kterou uděluje National Endowment for Democracy.

## Život a kariéra
Dolkun Isa do svých devíti let vyrůstal u prarodičů v okrese Kalpin v prefektuře Aksu, později se přestěhoval zpět do města Aksu, kde dokončil střední školu a gymnázium. V roce 1984 byl přijat na Fyzikální fakultu Sin-ťiangské univerzity a studoval zde až do roku 1988, kdy byl kvůli lidskoprávním aktivitám nejprve 4 měsíce v domácím vězení a nakonec pouhého půl roku před promocí ze školy vyloučen. Poté se vrátil do Aksu a pracoval ve školství. V roce 1990 odešel do Pekingu, kde až do roku 1994 studoval angličtinu a turečtinu. V roce 1994 opustil zemi kvůli hrozbě zadržení a ve studiích pokračoval na Gaziho univerzitě v turecké Ankaře a získal magisterský titul v oboru politika a sociologie. Později požádal o azyl v Německu a v roce 2006 zde získal občanství.
Vláda ČLR tvrdí, že Isa je místopředsedou Organizace pro osvobození Východního Turkestánu, Isa to však popírá a veškeré teroristické aktivity odmítá. Od roku 2003 byl na čínském seznamu hledaných teroristů, ale na čínské červené oznámení Interpolu Německo ani žádná jiná západní země, kam Isa následně vycestoval, nereagovaly. V únoru 2018 Interpol Isovo červené oznámení přes silný protest Číny odstranil. Odstranění ztlumilo obavy, že prezident Interpolu Meng Chung-wej, čínský státní příslušník, bude mít na rozhodovací proces Interpolu nepatřičný vliv. Chung-wej byl při svém dalším návratu do Číny tajně zadržen čínskými úřady a následně rezignoval. Roku 2020 odsouzen k trestu třináct a půl roku vězení za úplatkářství a zneužití moci.
Isa vyzval k bojkotu letních olympijských her, které se konaly v roce 2008 v Pekingu, kvůli kulturní genocidě, která byla vedena proti obyvatelům Východního Turkestánu.
Za vlády prezidenta Chen Shui-biana, odmítajícího politiku jedné Číny, přicestoval roku 2006 na Tchaj-wan, aby se zúčastnil zasedání Organizace nezastoupených států a národů, které Tchaj-wan spoluzaložil v roce 1991. V červenci 2009 se v tchajwanských médiích objevily zprávy, že Isa tajně vstoupil do země v době před Světovými hrami, které hostilo město Kaohsiung na jihu země. To přimělo Národní imigrační agenturu tehdejší pročínské vlády Kuomintangu vydat zákaz jeho cestování na Tchaj-wan. Vízum k návštěvě Tchaj-wanu bylo v témže roce odepřeno i Rebiyi Kadeer a premiér Wu Den-jih požadoval aby odstoupili ze svých funkcí ve Světovém ujgurském kongresu.
Roku 2018 přijel na Světovou bezpečnostní konferenci v Mnichově a setkal se zde s tureckým premiérem Binali Yıldırım a se Süleymanem Soyluem, který se později stal ministrem vnitra Turecka. Znovu připomněl čínskou okupaci, útlak, asimilaci, transformaci a praktiky náboženské a etnické genocidy ve Východním Turkestánu. Při příležitosti zasedání Podvýboru pro lidská práva Evropského parlamentu se setkal se Sophií Richardsonovou (ředitelkou organizace Human Rights Watch pro Čínu) a Ulrichem Deliusem (ředitelem Společnosti pro ohrožené národy).

### Mezinárodní nátlak ČLR na Isu
Jak roku 2009 uvedla tehdejší prezidentka Světového ujgurského kongresu Rebiya Kadeer, "Čínská vláda se aktivně snaží umlčet hlasy mírumilovných Ujgurů v jiných zemích, protože se obává, že se mezinárodní společenství dozví o těžké situaci ujgurského lidu a systematické pronásledování Ujgurů čínskou vládou bude odhaleno." "Nejvíce znepokojující je, že čínský režim zintenzivnil své úsilí ovlivnit demokratické země, jako je Austrálie, Japonsko a nyní i Jižní Korea, aby zabránil vyslyšení našich hlasů."
Isovi byl v době, kdy ho ČLR dala na červený seznam Interpolu, odepřen vstup do Korejské republiky a v září 2009 byl krátce "zadržen", když se chystal na Světové fórum pro demokratizaci v Asii. Organizace nezastoupených států a národů toto zadržení odsoudila a v dopise korejskou vládu varovala, že obvinění Číny jsou neopodstatněná a že vydání by jistě vedlo ke zkrácenému soudnímu řízení a popravě z rukou čínských úřadů. Po dvou dnech zadržování byl Isa propuštěn, aniž by byl vpuštěn do země, což odsoudila Amnesty International.
Dne 22. dubna 2016 vydala Indie Isovi návštěvnické vízum, aby se mohl zúčastnit konference v Dharamshale, ale na nátlak Číny mu o tři dny později opět vízum odebrala. Dne 26. dubna 2017 byl Isa, který se chtěl zúčastnit Stálého fóra OSN pro otázky původního obyvatelstva (UNPFII), donucen opustit prostory OSN. Isa byl z budovy vykázán na příkaz čínského diplomata a náměstka generálního tajemníka UN DESA (United Nations Department of Economic and Social Affairs) Wu Hongba. Navzdory snahám UNPO a Společnosti pro ohrožené národy, v jejichž rámci byli Isa a jeho kolega, lidskoprávní aktivista Omer Kanat, akreditováni jako účastníci fóra, se Isovi nepodařilo znovu vstoupit do budovy.
Dne 26. července 2017, když šel Isa s kolegy do italského Senátu, ho přepadlo 15-20 detektivů Divisione Investigazioni Generali e Operazioni Speciali (DIGOS) v civilu. Policisté, kteří měli v ruce Isovu fotografii, ho zastavili u brány budovy Senátu, požádali ho, aby je doprovodil na kontrolu totožnosti a odvezli na nedalekou policejní stanici. Policisté z DIGOSu zkontrolovali Isův průkaz totožnosti, pořídili jeho fotografii a otisky prstů a nakonec ho týž den propustili, když mezitím za Isu intervenovala německá vláda.
V pondělí 16. dubna 2018 bylo Isovi zabráněno vstoupit do prostor OSN, aby se mohl zúčastnit prvního dne Fóra. Na žádost o vysvětlení nebyla ochranka OSN schopna blíže objasnit důvody odmítnutí a opět uvedla "bezpečnostní důvody". Isa poznamenal, že "to představuje jasný signál úspěchu čínských pokusů manipulovat systémem OSN". Během obnoveného zasedání Výboru pro nevládní organizace v OSN v květnu 2018 prohlásil člen čínské delegace Yao Shaojun, že Isa se "již léta účastní, podněcuje a financuje separatismus a terorismus" a požádal o odebrání poradního statusu Organizace utlačovaných národů (STPI), kterou Isa zastupoval. Spojené státy se Isy zastaly a uvedly, že Čína se snaží pomstít obhájci, který odhaluje její politické represe vůči Ujgurům.

### Smrt matky v "převýchovném táboře"
Podle zprávy Radia Free Asia Isova matka zemřela ve věku 78 let v květnu 2018 v "detenčním centru č. 2" v Kelpinu, kde byla držena "asi rok ... kvůli vlivu náboženského extremismu". Isa není schopen zjistit, kde se nalézá jeho devadesátiletý otec.